# ماريو فارغاس يوسا
خورخي ماريو بيدرو بارغاس يوسا (بالإسبانية: Jorge Mario Pedro Vargas Llosa)، الماركيز الأول من عائلة بارغاس يوسا (28 مارس 1936 - 13 أبريل 2025)، يشتهر باسم ماريو بارغاس يوسا، هو كاتب وسياسي وصحفي وبروفيسور جامعي بيروفي. يُعد بارغاس يوسا واحدًا من أهم روائيي أمريكا اللاتينية وصحفييها، وأحد رواد كتّاب جيله. يرى بعض النقاد أنه يتمتع بتأثير عالمي وجمهور دولي أعرض مما لدى أي كاتب آخر ينتمي إلى حركة الازدهار الأدبية الأمريكية اللاتينية. فاز عام 2010 بجائزة نوبل في الأدب «عن خرائط هياكل القوة التي رسمتها أعماله وتصويره النيّر لمقاومة الفرد وثورته وهزيمته».
حظي بارغاس يوسا بشهرة عالمية في ستينيات القرن العشرين بسبب روايات مختلفة كتبها، مثل «زمن البطل، أو المدينة والكلاب» (بالإسبانية: La ciudad y los perros) (1963/1966)، و«البيت الأخضر» (بالإسبانية: La casa verde) (1965/1968)، و«حديث في الكاتدرائية» (بالإسبانية: Conversación en la cathedral) (1969/1975). تتنوع نتاجاته الغزيرة ضمن مدى واسع من الأنماط الأدبية، من بينها النقد الأدبي والصحافة. وتضم أعماله الروائية مواضيع كوميدية وألغاز جرائم وروايات تاريخية وأحداثًا سياسية، وقد تحول العديد من أعماله إلى أفلام، مثل: «بانتاليون والزائرات» (1973/1978) و«العمّة جوليا وكاتب النصوص» (1977/1982).
تأثر العديد من أعمال بارغاس يوسا بوجهة نظر الكاتب حول المجتمع البيروفي وتجاربه الشخصية بوصفه مواطنًا بيروفيًا. غير أنه وسّع مداه بشكل متصاعد، فعالج موضوعات وأفكار مستوحاة من مناطق أخرى من العالم. وأقدم بارغاس يوسا في كثير من مقالاته على نقد الوطنية ضمن مناطق مختلفة من العالم. وشهدت مسيرته تحولًا آخر تمثل في الانتقال من أسلوبٍ ومنهج مرتبط بالحداثة الأدبية إلى أسلوب ما بعد حداثة عابث أحيانًا.
ومثل حال الكثير من كتّاب أمريكا اللاتينية، شهدت مسيرة بارغاس يوسا نشاطًا في مجال السياسة. وعلى الرغم من دعمه أول الأمر لحكومة فيدل كاسترو الثورية الكوبية، فقد تحرر بارغاس يوسا من سحرها لاحقًا بسبب سياساتها، ولا سيما بعد حبس الشاعر الكوبي هيبيرتو باديّا في عام 1971. ترشح إلى الانتخابات الرئاسية البيروفية في عام 1990 مع ائتلاف يمين الوسط الجبهة الديمقراطية (بالإسبانية: Frente Democrático)، مؤيدًا الإصلاحات الليبرالية الكلاسيكية، لكنه خسر في الانتخابات أمام ألبرتو فوجيموري. وهو الشخص الذي «صاغ العبارة التي جابت أنحاء العالم» في عام 1990، إذ أعلن على التلفزيون المكسيكي أن «المكسيك هي الدكتاتورية المثلى»، ليتحول هذا التصريح إلى قول مأثور خلال العقد التالي.
ماريو بارغاس يوسا هو أيضًا واحد من الشخصيات الريادية الخمس والعشرين ضمن لجنة الإعلام والديمقراطية التي أنشأتها منظمة مراسلون بلا حدود.

## الجوائز
- جائزة بيبليوتيكا بريبي (1963)
- جائزة روميلو غاييغوس (1967)
- جائزة أمير أستورياس للآداب (1986)
- جائزة بلانيتا (1993)
- جائزة ثيرفانتس (1994)
- جائزة النقاد (1998)
- جائزة نوبل في الآداب عام (2010)
- ملحق بالعديد من الجوائز التي حصل عليها يوسا

## المؤلفات
| الكتاب                       | المترجم              | التاريخ | ملاحظات |
| ---------------------------- | -------------------- | ------- | ------- |
| قصة مايتا                    | صالح علماني          | 2013    |         |
| حرب نهاية العالم             | أمجد حسين            | 2021    | [ 45 ]  |
| بنتاليون والزائرات           | صالح علماني          | 2009    |         |
| دفاتر دون ريغوبرتو           | صالح علماني          | 1997    |         |
| امتداح الخالة                | صالح علماني          | 1999    |         |
| من قتل بالومينو موليرو       | صالح علماني          | 2001    |         |
| حفلة التيس                   | صالح علماني          | 2018    |         |
| الفردوس على الناصية الأخرى   | صالح علماني          | 2004    |         |
| رسائل إلى روائي شاب          | صالح علماني          | 1997    |         |
| شيطنات الطفلة الخبيثة        | صالح علماني          | 2006    |         |
| إيروس في الرواية             | وليد سليمان          | 2009    |         |
| ليتوما في جبال الأنديز       | صالح علماني          | 1993    |         |
| الكاتب و واقعه               | بسمة محمد عبد الرحمن | 2005    |         |
| الجراء (رواية قصيرة)         | هالة عبد السلام أحمد | 2007    |         |
| الرؤساء (مجموعة قصصية)       | هالة عبد السلام أحمد | 2007    |         |
| حلم السلتي                   | صالح علماني          | 2012    | [ 46 ]  |
| البيت الأخضر                 | رفعت عطفة            | 2015    |         |
| البطل المتكتم                | صالح علماني          | 2016    | [ 47 ]  |
| خمس زوايا                    | مارك جمال            | 2021    |         |
| زمن عصيب                     | مارك جمال            | 2021    | [ 48 ]  |
| الخالة خوليا وكاتب السيناريو | مارك جمال            | 2023    |         |

## الوفاة
توفي ماريو فارغاس يوسا في 13 أبريل 2025 عن عمر ناهز 89 عاما .

## وصلات خارجية
- ماريو فارغاس يوسا على موقع IMDb (الإنجليزية)
- ماريو فارغاس يوسا على موقع الموسوعة البريطانية (الإنجليزية)
- ماريو فارغاس يوسا على موقع روتن توميتوز (الإنجليزية)
- ماريو فارغاس يوسا على موقع مونزينجر (الألمانية)
- ماريو فارغاس يوسا على موقع ألو سيني (الفرنسية)
- ماريو فارغاس يوسا على موقع أول موفي (الإنجليزية)
- ماريو فارغاس يوسا على موقع قاعدة بيانات الأفلام السويدية (السويدية)
- ماريو فارغاس يوسا على موقع إن إن دي بي (الإنجليزية)
- ماريو فارغاس يوسا على موقع ديسكوغز (الإنجليزية)
- ماريو فارغاس يوسا على موقع قاعدة بيانات الفيلم (الإنجليزية)
- مقال حول رواية دفاتر دون ريغوبرتو، جريدة السفير، عباس بيضون.
- ماريو فارغاس يوسا والتشكيل، جريدة الوقت، خليل قنديل.
- مقال حول كتاب إيروس في الرواية في جريدة العرب الدولية.
- بقرية ماريو فارغاس يوسا المذهلة مقال في جريدة الاتحاد.